# El cascabel
El cascabel (spanisch für Der Glockenstab) ist ein Huapango des mexikanischen Komponisten Lorenzo Barcelata, das in der Musiksammlung der Voyager Golden Record enthalten ist.

## Inhalt
Der Protagonist berichtet davon, wie er am vorigen Abend mit seinem Glockenstab am Fenster der offensichtlich von ihm verehrten Leonor erschien und eine Zeitlang mit ihr plauderte, bis sie ihn darum bat, für sie zu singen und mit seinem Glockenstab zu spielen.

## Aufnahmen
Das mexikanische Volkslied ist besonders im Bundesstaat Veracruz populär, in dem der Komponist geboren wurde, und wurde unter anderem von der aus diesem Bundesstaat stammenden Gruppe Tlen Huicani sowie der Sängerin Yuri aufgenommen. Ferner gehört das Lied zum Repertoire vieler Mariachi-Bands, wie zum Beispiel der Mariachi Vargas de Tecalitlán, und es wurde mindestens einmal von den Mariachi des mexikanischen Superstars Juan Gabriel zu Beginn eines Konzerts gespielt und gesungen.
Außerhalb Mexikos nahm der griechische Sänger Yanni das Lied für sein Album Mexicanísimo auf.